# Janet Kelso
Janet Kelso (* 24. března 1975) je jihoafrická počítačová bioložka a vedoucí výzkumné skupiny Minerva Research Group for Bioinformatics na Institutu Maxe Plancka pro evoluční biologii.

## Vzdělání
Kelso získala bakalářský titul v roce 1995 na University of Natal a následně magisterský titul z biochemie a chemické patologie na Univerzitě v Kapském Městě. V roce 2003 získala na University of the Western Cape doktorát z bioinformatiky.

## Výzkum a kariéra
Kelso se zabývá výzkumem srovnávací genomiky primátů a podílela se na genomických projektech zkoumající neandrtálce, šimpanze bonobo a orangutany. Od roku 2004 je vedoucí výzkumné skupiny Minerva Research Group for Bioinformatics na Institutu Maxe Plancka pro evoluční biologii.